# Blueprint
Pour les articles homonymes, voir Blueprint (homonymie).
 (février 2025).
Si vous disposez d'ouvrages ou d'articles de référence ou si vous connaissez des sites web de qualité traitant du thème abordé ici, merci de compléter l'article en donnant les références utiles à sa vérifiabilité et en les liant à la section « Notes et références ».

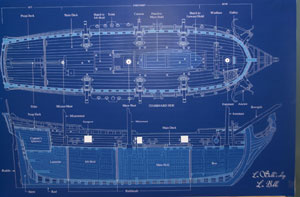
Blueprint du galion La Belle.

Le terme blueprint désigne, en anglais, une reproduction d'un plan détaillé, ce que l'on appelle en dessin technique un dessin de définition. Le terme, signifiant littéralement « impression en bleu », provient d'un procédé d'imprimerie, la cyanotypie, puis la diazographie.
Ce terme, en tant qu'anglicisme, est utilisé dans certains domaines pour désigner une représentation spatiale d'un objet, selon un ou plusieurs points de vue définis par les standards du dessin industriel ou du dessin architectural (vue de face, de droite, de gauche, de dessus, de dessous, de derrière). Les blueprints sont utilisés, entre autres, par les modeleurs tridimensionnels, afin de sculpter à partir d'une référence, pour respecter l'échelle dudit objet.